# Neckarburg (Naturschutzgebiet)
Das Gebiet Neckarburg ist ein Naturschutzgebiet auf dem Gebiet der baden-württembergischen Gemeinde Rottweil im gleichnamigen Landkreis.

## Kenndaten
Das Gebiet wurde mit Verordnung des Regierungspräsidiums Freiburg vom 23. März 1988 als Naturschutzgebiet ausgewiesen und hat eine Größe von 66,2 Hektar. Es wird unter der Schutzgebietsnummer 3.162 geführt. Der CDDA-Code für das Naturschutzgebiet lautet 164768 und entspricht der WDPA-ID. 

## Lage
Das Naturschutzgebiet besteht aus zwei Teilen und liegt östlich und westlich der Eisenbahnlinie zwischen Oberndorf am Neckar und Rottweil rund 1.200 Meter südwestlich der Gemeinde Dietingen. Es grenzt an mehreren Stellen an das 1.598 Hektar große Landschaftsschutzgebiet Nr. 3.25.002 Neckartal mit Seitentälern von Rottweil bis Aistaig, gleichzeitig ist es Teil des 2.203 Hektar großen FFH-Gebiets Nr. 7717-341 Neckartal zwischen Rottweil und Sulz. Das NSG Neckarburg liegt im Naturraum 122-Obere Gäue innerhalb der naturräumlichen Haupteinheit 12-Neckar- und Tauber-Gäuplatten.

## Schutzzweck
Wesentlicher Schutzzweck ist die Erhaltung von zwei Umlaufbergen des Neckars einschließlich der gegenüberliegenden Hänge im Bereich der Neckarburg als einzigartiges erd- und landschaftsgeschichtliches Dokument, als Lebensraum einer für das Obere Neckartal typischen Flora und Fauna mit einer Vielzahl seltener Tier- und Pflanzenarten und als Landschaftsteil von besonderer Schönheit, Eigenart und Vielfalt.